# Josef Anton von Maffei
Pour les articles homonymes, voir Maffei.
Le chevalier Joseph Anton von Maffei (né le 4 septembre 1790 à Munich; mort le 1er septembre 1870 à Munich) est un industriel bavarois. Avec Joseph von Baader (de) (1763–1835) et le baron Theodor Cramer-Klett (1817–1884), il est l'un des pionniers du chemin de fer en Bavière.

## Biographie

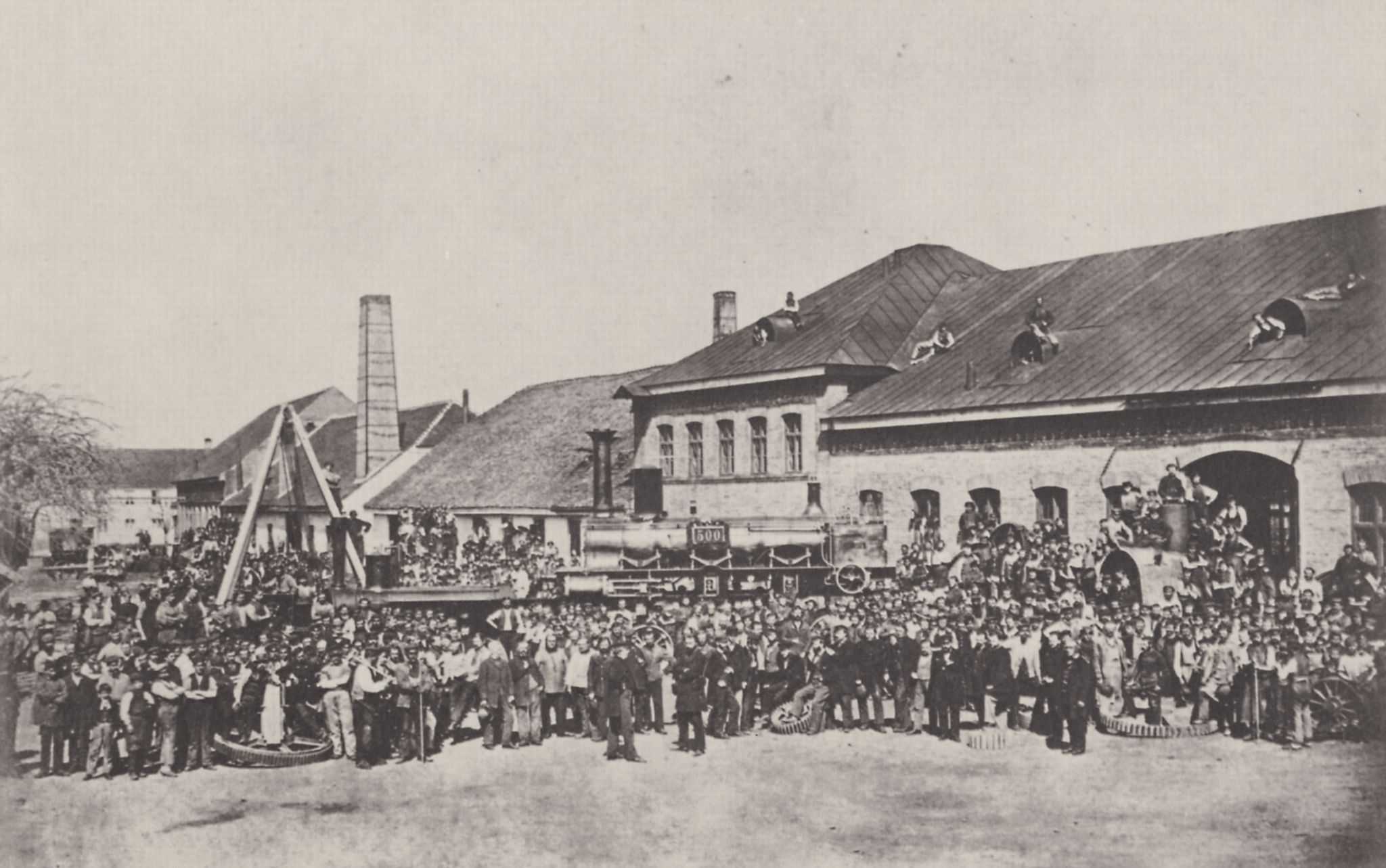
Rassemblement du personnel de l'usine de locomotives Maffei à l'occasion de la sortie des ateliers de la 500e locomotive (1864).

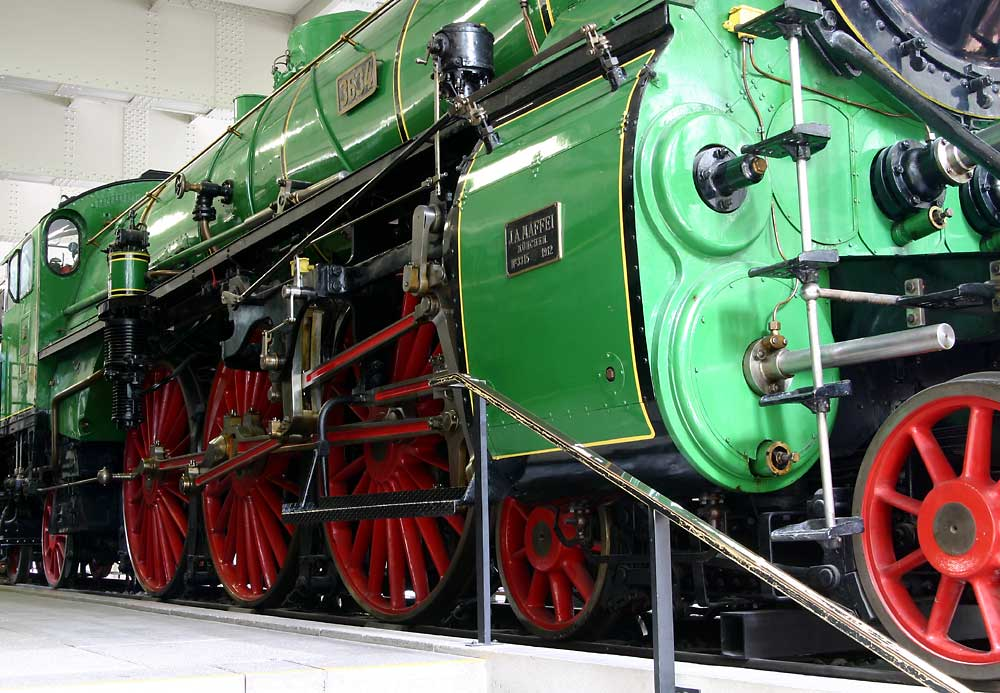
Locomotive au Deutschen Museum

Joseph Anton Maffei est le rejeton d'une famille de négociants italiens de Vérone. Le Palazzo Maffei se dresse encore aujourd'hui sur la Piazza delle Erbe, au centre de Vérone.
Ses parents étaient Pietro Paolo Maffei (1754–1836) et Walburga Mayr (1764–1803), fille du conseiller et grossiste en tabac à priser Andreas Mayr de Munich († 1784). Son père avait quitté Trente pour Munich, afin d'y prendre en main un commerce en gros de tabac. Joseph-Anton Maffei reprend ensuite la direction de ce commerce, mais finit par le revendre afin de se lancer dans la construction de locomotives. En 1817, il épouse Antonie Schuch (1795–1876) à Munich, qui lui donne une fille.
En 1835, Maffei devient l'un des actionnaires fondateurs de la Banque d'escompte et de change de Bavière. En 1838, il fait l'acquisition de terrains à Munich-Hirschau dans l'Englischer Garten et y aménage les Forges de Hirschau. Son ambition est alors de doter le Royaume de Bavière d'une industrie mécanique concurrentielle. Malgré des débuts modestes, l'usine assemble une locomotive de réputation mondiale : Der Münchner (de) (1841) livrée à la Compagnie des Chemins de fer Munich-Augsbourg, pour un montant de 24 000 florins.
Puis Maffei se porte entre autres adjudicataire pour la construction de la ligne Munich–Augsbourg et équipe Ulrich Himbsel (de) pour la construction de la ligne non gouvernementale Munich–Starnberg ; mais il ne se borne plus désormais au marché ferroviaire : ainsi, en 1846 il équipe la filature mécanisée d'Augsbourg de Ludwig August Riedinger (de) de sa machine à vapeur n°16 (première d'une série de dix machines jusqu'en 1916).
En 1851, Maffei livrait le premier vapeur de la société de croisières du lac de Starnberg, le Maximilian. Jusqu'en 1926, l'usine armera 44 bateaux à vapeur. En 1864, les ateliers Maffei livraient leur 500e locomotive.
Soucieux du bien-être de son personnel, il crée un fonds de solidarité et une prise en charge pour les retraités de l'entreprise. Maffei devient chef de la milice de Munich et se distingue par la construction du grand hôtel Bayerischer Hof. En 1843 il devient le premier Président de la Chambre de commerce et d'industrie de Munich et de Haute-Bavière.
Les machines les plus célèbres sorties de l'usine de locomotives sont la Jubilee S 2/6 (de) (record de vitesse sur rail en 1907 avec 154 km/h) et la Pacific S 3/6 (de), que l'on peut aujourd'hui admirer au département des Transports du Deutsches Museum de Munich et au musée des Transports de Nuremberg.
Jusqu'en 1902, les locomotives étaient tractées hors de l'usine par des porte-chars à chevaux : afin de faciliter les livraisons, l'usine de Hirschau est reliée cette année-là par un embranchement à la gare de Munich-Schwabing.
En 1907 il s'associe à la Berliner Maschinenbau AG (BMAG/Schwartzkopff (de)) et aménage dans le prolongement de l'usine BMAG de Wildau, près de Berlin, l'usine Maffei-Schwartzkopff-Werke GmbH (MSW), qui à partir de 1910 assemble des locomotives électriques puis à partir de 1924 des locomotives Diesel. Maffei s'associera en 1925 avec Siemens-Schuckert (SSW) et AEG pour produire de nouvelles motrices électriques.
La société J. A. Maffei fait banqueroute 1930 puis est absorbée en 1931 par Krauss & Co. à Allach pour former le groupe Krauss-Maffei ; mais la Sté Maffei-Schwartzkopff-Werke GmbH fait faillite au plus fort de la crise, en 1932. Les usines d'Hirschau sont mises aux enchères par les créanciers, puis rasées en 1935 ; seule la centrale hydroélectrique est préservée.

## Sépulture

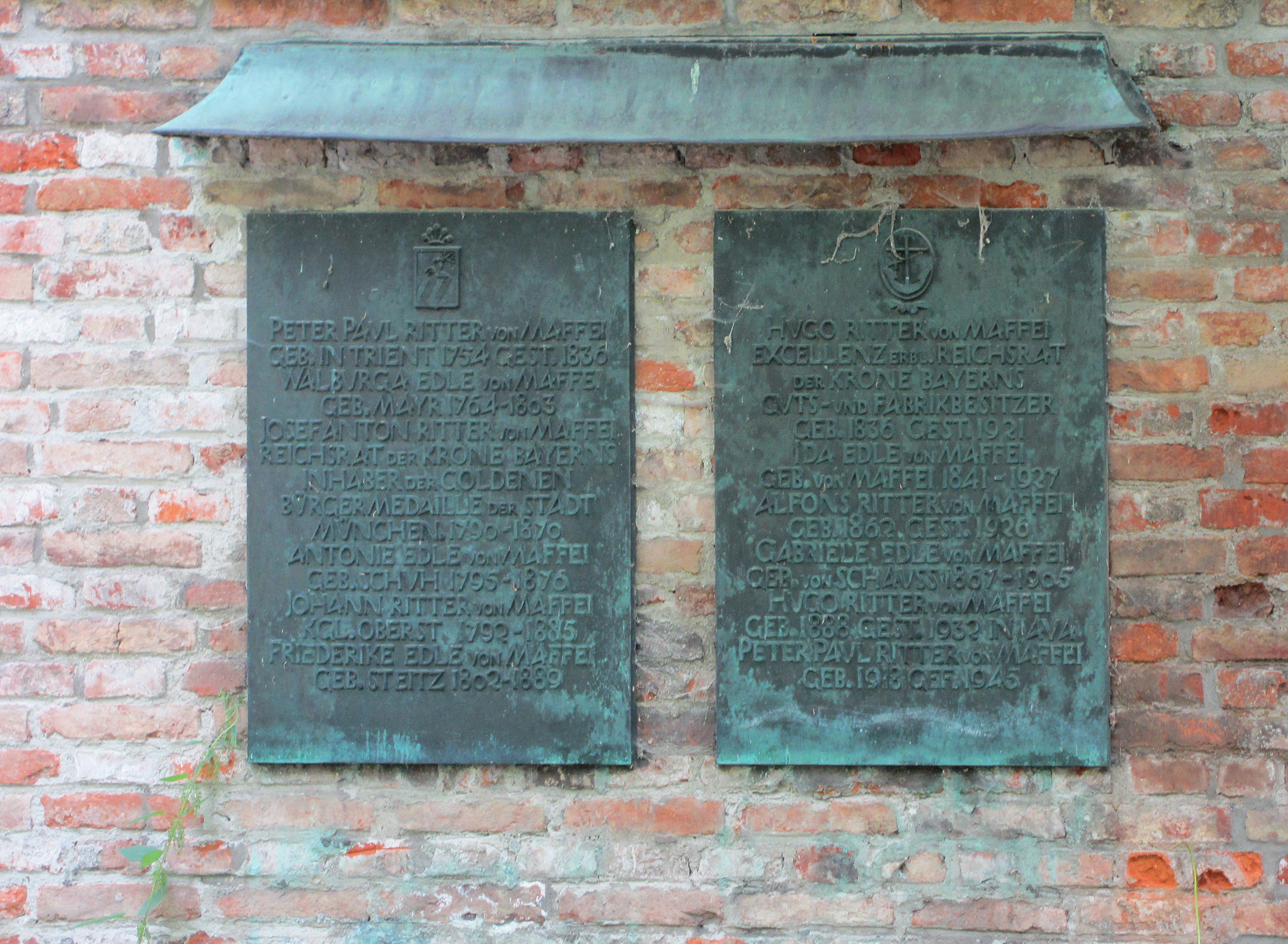
Cénotaphe de Joseph Maffei dans l'ancien cimetière du Sud de Munich.

Le cénotaphe de Joseph Maffei se trouve dans l'ancien cimetière du Sud de Munich (Vieilles arcades, concession n°36 de la 23e division) . Sa tombe a été anéantie au cours des bombardements de la dernière guerre.
Son héritier a été un de ses neveux, le chevalier Hugo von Maffei (de).
La villa Maffei, à Feldafing au bord du lac de Starnberg, abrite aujourd'hui un musée.

## Galerie

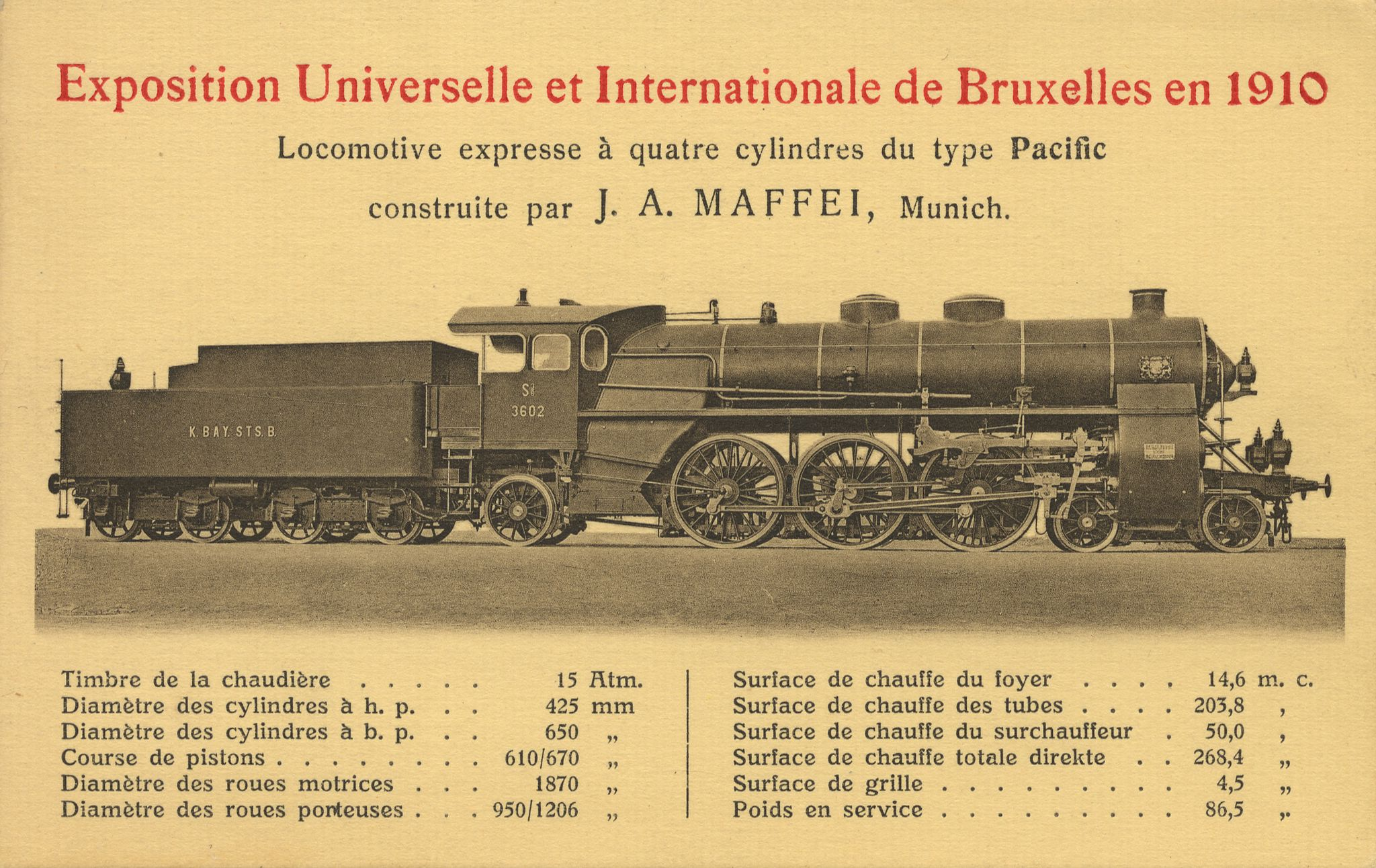
Locomotive haute pression compound à quatre étages de type Pacific (S 3/6 (de))
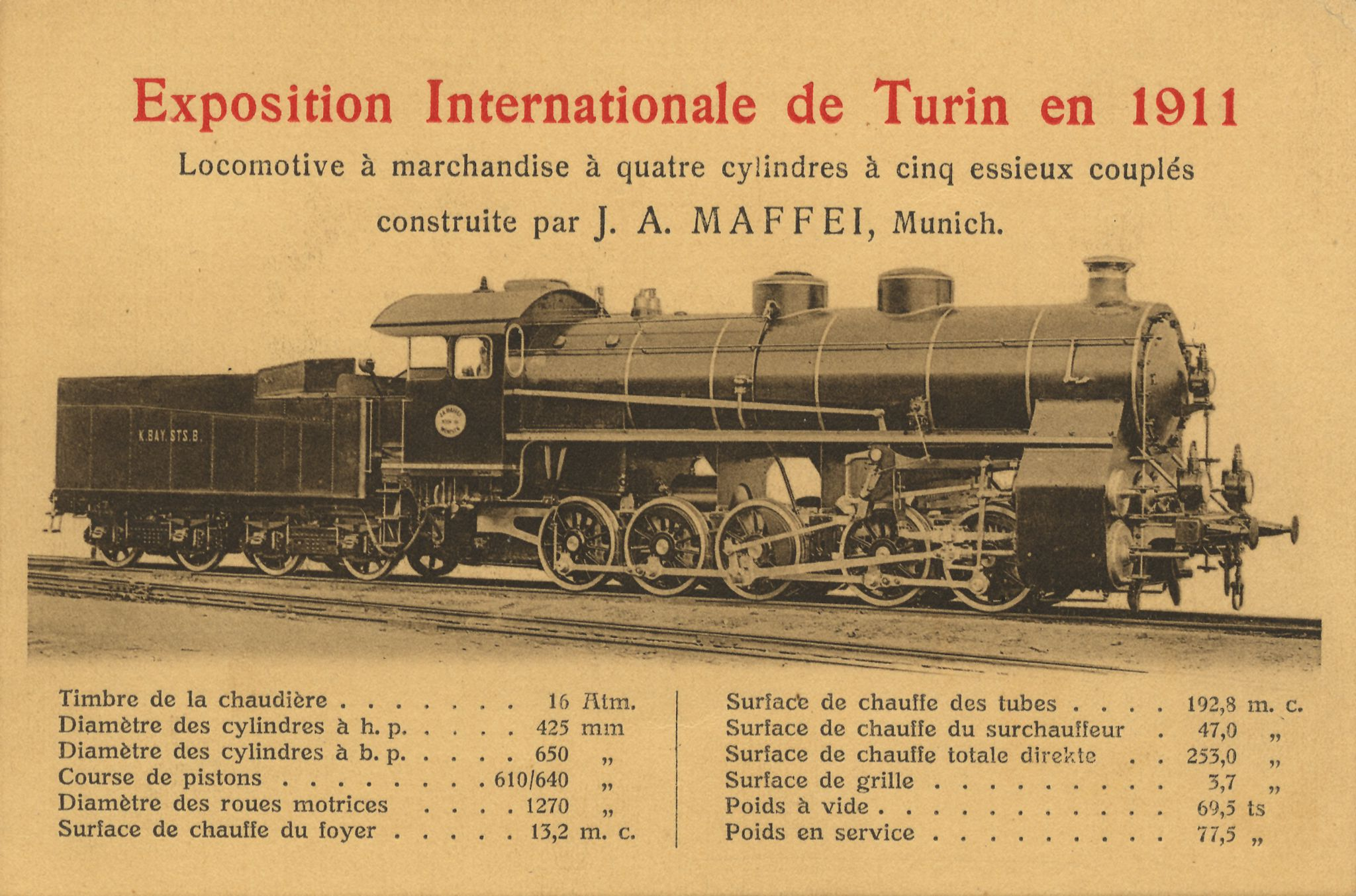
Locomotive haute pression compound à quatre étages destinée au fret (G 5/5 (de))
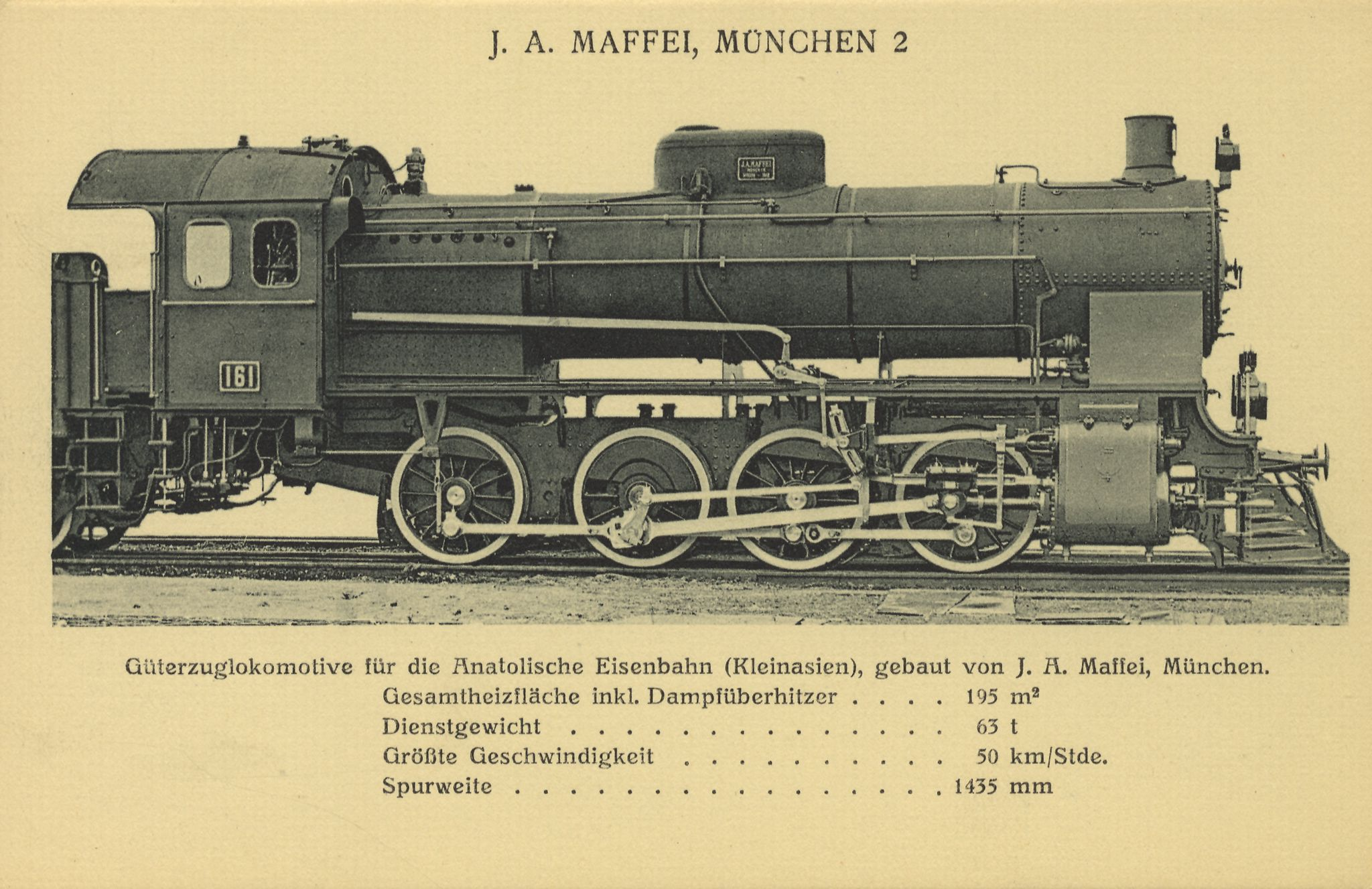
Locomotive destinée aux Chemins de fer d'Anatolie (Asie Mineure)
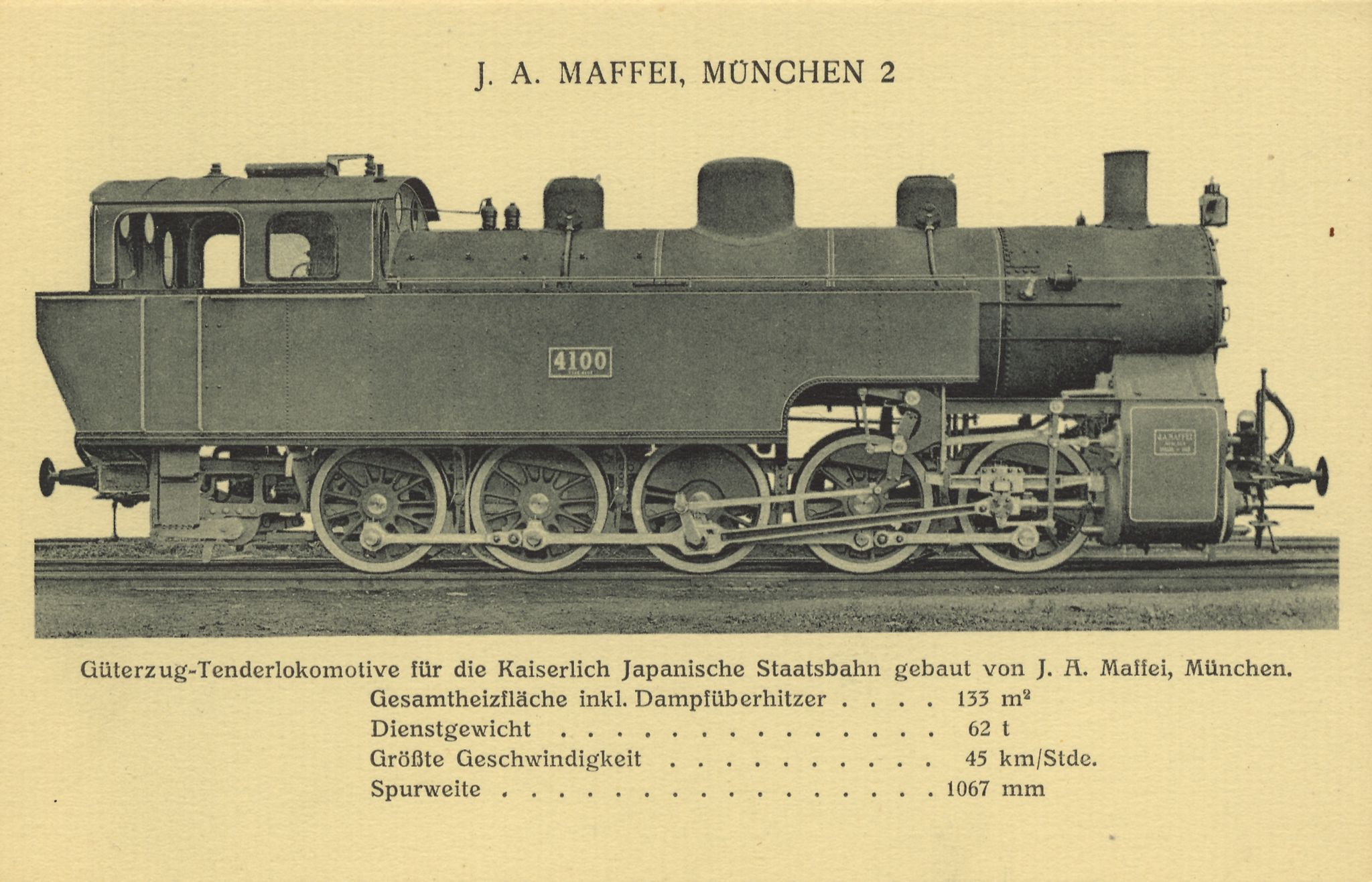
Locomotive à tender pour les chemins de fer impériaux du Japon
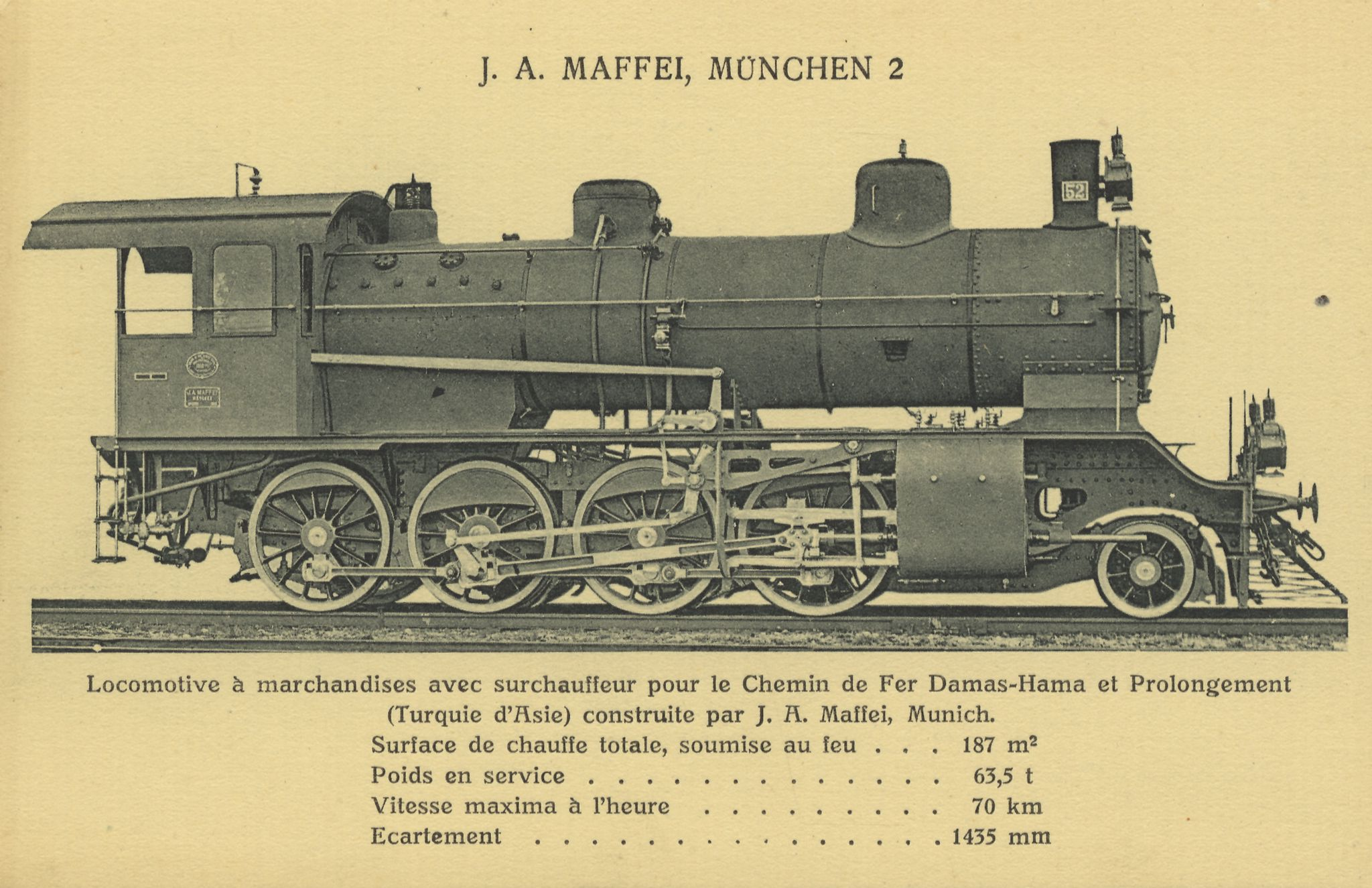
Locomotive pour le Chemin de fer de Damas à Alep
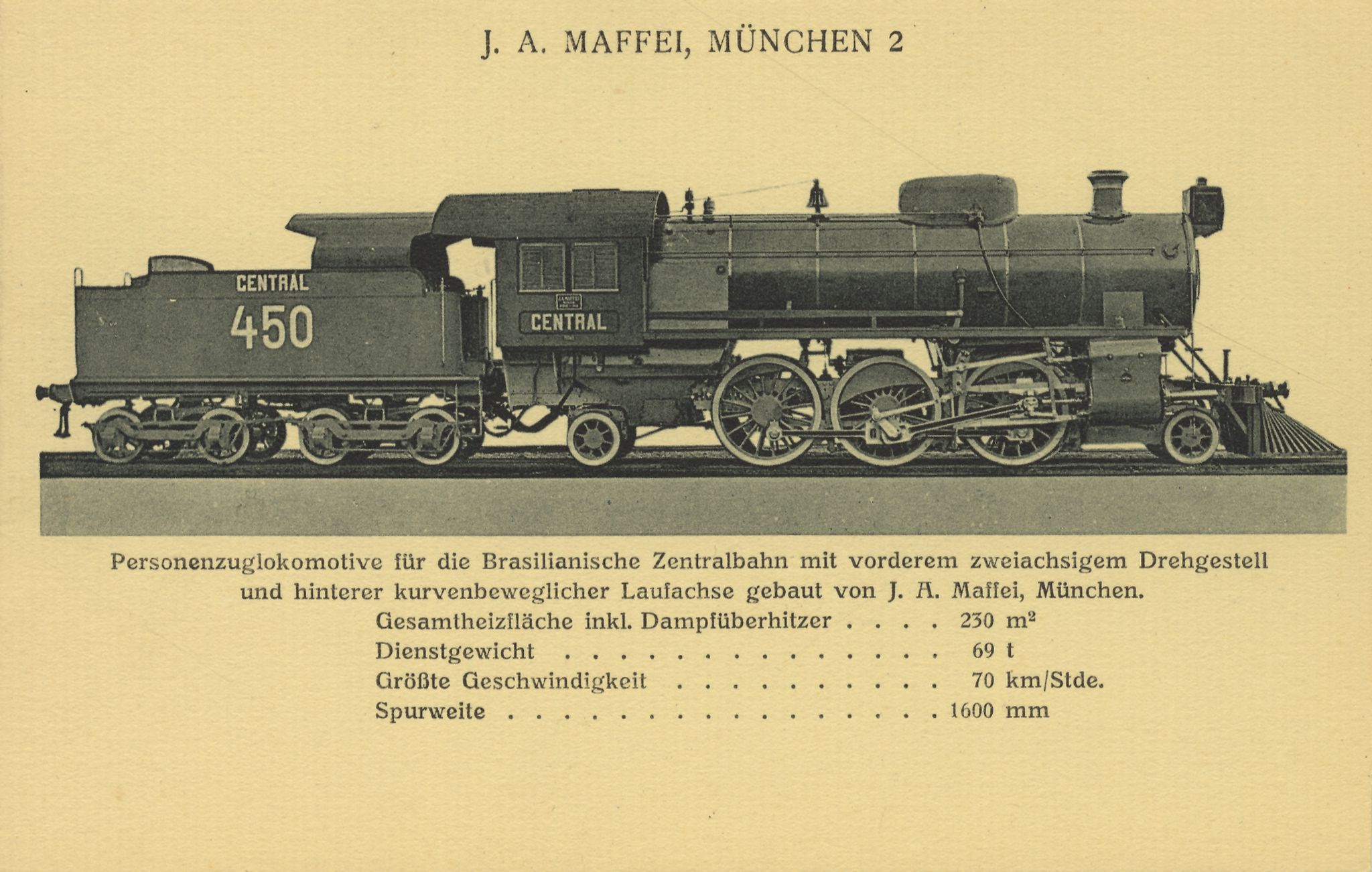
Train d'apparat livré au Brésil